# Fuhlenhagen
Fuhlenhagen là một đô thị thuộc huyện Lauenburg, trong bang Schleswig-Holstein, nước Đức. Đô thị Fuhlenhagen có diện tích 5,74 km², dân số thời điểm 31 tháng 12 năm 2006 là 305 người.